# Laukenhof
Laukenhof ist ein Wohnplatz auf der Gemarkung der Kernstadt Freudenberg im Main-Tauber-Kreis in Baden-Württemberg.

## Geographie
Der Wohnplatz Laukenhof befindet sich zwischen der Stadt Freudenberg und deren Stadtteil Rauenberg.

## Geschichte
Der Wohnplatz Laukenhof wurde im Jahre 1247 erstmals urkundlich als Luchenberg erwähnt. Der Ort war einst im Besitz des Klosters Bronnbach. Damals wurden durch die von Dürn und von Uissigheim auch Zehnten ans Kloster Bronnbach übertragen. Auf dem Messtischblatt Nr. 6222 „Nassig“ von 1881 war der Ort als Laukenhof mit zwei Gebäuden verzeichnet. Die Gemarkung Laukenhof ging in der Stadt Freudenberg auf.

## Kulturdenkmale
Kulturdenkmale in der Nähe des Wohnplatzes Laukenhof sind in der Liste der Kulturdenkmale in Freudenberg verzeichnet.